# بريجانتين
البريغَنْتِيَّة أو البريجانتين سفينة شراعية ذات صاريتين، الأمامي منهما مربع كامل التجهيز، أما في الصارية الرئيسية فيتواجد عليها شراعين: شراع علوي مربع وشراع جاف رئيسي (وراء الصارية). الصارية الرئيسية هي الثانية وهي الأطول بين الصاريتين.
تتضمن التعريفات الأمريكية الحديثة السفن بدون الأشرعة المربعة على الصاري الرئيسي.

## وصلات خارجية
- El bergantín goleta "Jaime Soberano segundo" (بالإسبانية)